# Roland Latz
Roland Latz (* 18. November 1949) ist ein ehemaliger deutscher Fußballspieler und -trainer. Der Defensivspieler bestritt den Großteil seiner aktiven Karriere für den SV Röchling Völklingen, dabei kam er zu 124 Spielen in der 2. Bundesliga (2 Tore).

## Sportlicher Werdegang
Latz begann mit dem Fußballspielen beim SV Fürstenhausen. Von dort wechselte er 1972 in die Reservemannschaft des SV Röchling Völklingen, wo er von Trainer Helmuth Johannsen für die Wettkampfmannschaft entdeckt wurde und zu ersten Einsätzen in der zweitklassigen Regionalliga Südwest kam. Als Tabellenvierter der Spielzeit 1973/74 qualifizierte sich der Klub für die neu eingeführte 2. Bundesliga. Hier war der Abwehrspieler in der Debütsaison 1974/75 Stammspieler, als der saarländische Klub als Tabellen-13. den Klassenerhalt in der Südstaffel bewerkstelligte. Nach Saisonende übernahm Herbert Binkert das Traineramt, unter dem er aufgrund einer Umstellung des Spielsystems – der Offensivfußball führte die Mannschaft auf den sechsten Tabellenplatz – zwischen Startformation und Ersatzbank schwankte. Trotz stattlicher 27 Saisoneinsätze stand er nur 16 Mal bei Spielbeginn auf dem Feld, in der folgenden Spielzeit kam er zu insgesamt 20 Ligapartien. Aufgrund der schlechten wirtschaftlichen Situation gab der Klub am Ende der Saison 1976/77 die Lizenz freiwillig zurück, Latz blieb dem Verein trotzdem erhalten und ging mit in die Amateurliga Saarland.
In der Spielzeit 1977/78 wurde der SV Röchling Vizemeister hinter Borussia Neunkirchen und qualifizierte sich somit für die neu geschaffene Oberliga Südwest. Die Auftaktspielzeit 1978/79 beendete der Klub als Meister, verbunden mit dem Zweitligaaufstieg und der Teilnahme an der Deutschen Amateurmeisterschaft 1979. Dort scheiterte Latz früh mit der Mannschaft am Mitaufsteiger OSV Hannover. In der Zweitliga-Spielzeit 1979/80 bestritt der Mannschaftskapitän alle 40 Saisonspiele, der Klub verpasste jedoch den Klassenerhalt. Anschließend beendete Latz seine Profilaufbahn.
Zunächst wirkte Latz als Spielertrainer beim SC Altenkessel, unter seiner Leitung schaffte der vormalige Erstligist 1982 den Aufstieg in die viertklassige Verbandsliga Saarland. Anschließend war er sechs Jahre für den Bezirksligisten SC Großrosseln tätig, ehe er 1992 als Trainer zum SV Röchling zurückkehrte. Nach der Vizemeisterschaft in der Landesliga Südwest 1995 verließ er den Klub wieder, sein ehemaliger Mannschaftskamerad Walter Spohr trat die Nachfolge an. Später trainierte er die Sportfreunde Köllerbach, bei denen er 1999 seine Trainerlaufbahn beendete. Er kehrte zum SC 
Großrosseln zurück, bei dem er in verschiedenen Rollen in der Vereinsarbeit tätig war.